# Robert Roberts (butler)
Robert Roberts, född 1780 i Charleston, South Carolina, död 1860, var en amerikansk författare.
Roberts skrev The House Servant's Directory: A Monitor for Private Families . Den publicerades 1827, och var den första bok av en afroamerikan i USA som utgavs på förlag. Boken blev så populär att den två senare kom i nya upplagor. 1825 blev han butler hos guvernör och senator Christopher Gore från Massachusetts, vilket han förblev till Gores död 1827. Tidigare hade han arbetat som butler-betjänt hos Nathan Appleton och antagligen reste han utomlands med Appleton åren 1810-1812.
Roberts gifte sig med Dorothy Hall 1805. De hade inga barn, och Dorothy dog 1813 i tuberkulos. Senare under 1813 gifte han sig med Sarah Easton. De fick tolv barn. Han verkade i Boston som abolitionist och för lika rättigheter inom utbildningssystemet.